# 聖特羅瓦索教堂

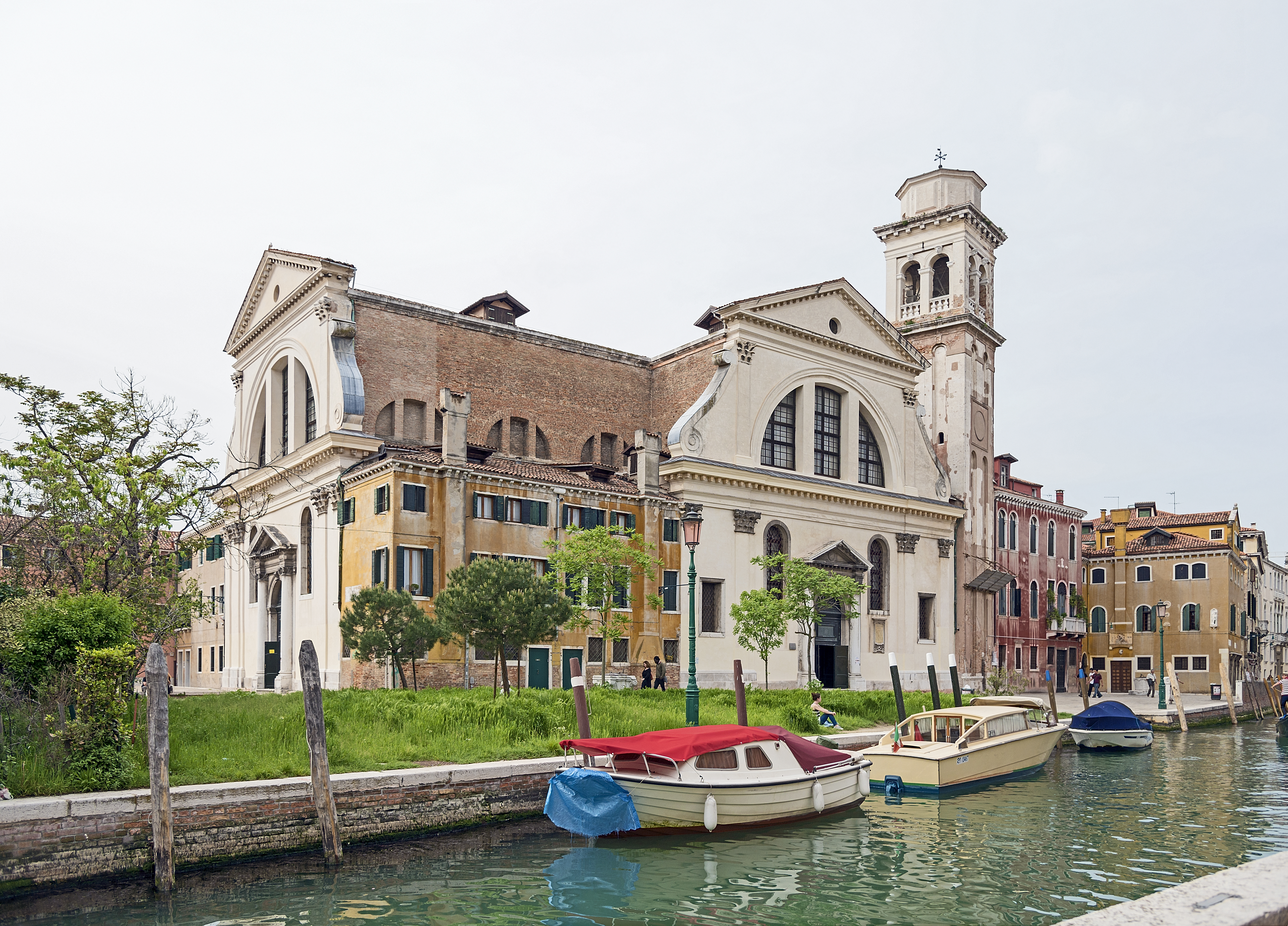
聖特羅瓦索教堂

聖特羅瓦索教堂（San Trovaso）是義大利北部城市威尼斯的一座教堂，位於多爾索杜羅區。聖特羅瓦索教堂的歷史至少可以追溯至1028年。現在的教堂建築重建於1584年，並於1637年祝圣。